# Observabilitat
L'observabilitat és una mesura de com es poden inferir els estats interns d'un sistema a partir del coneixement dels seus resultats externs. En la teoria del control, l'observabilitat i la controlabilitat d'un sistema lineal són duals matemàtics.
El concepte d'observabilitat va ser introduït per l'enginyer hongarès-nord-americà Rudolf E. Kálmán per als sistemes dinàmics lineals. Un sistema dinàmic dissenyat per estimar l'estat d'un sistema a partir de mesures de les sortides s'anomena observador d'estats per a aquest sistema, com ara els filtres de Kalman.

## Definició
Considereu un sistema físic modelat en representació de l'espai d'estats. Es diu que un sistema és observable si, per a cada possible evolució dels vectors d'estat i de control, l'estat actual es pot estimar utilitzant només la informació de les sortides (físicament, això correspon generalment a la informació obtinguda pels sensors). En altres paraules, es pot determinar el comportament de tot el sistema a partir de les sortides del sistema. D'altra banda, si el sistema no és observable, hi ha trajectòries d'estat que no es poden distingir només mesurant les sortides.

## Sistemes lineals invariants en el temps
Per als sistemes lineals invariants en el temps en la representació de l'espai d'estats, hi ha proves convenients per comprovar si un sistema és observable. Considereu un sistema SISO amb {\displaystyle n} variables d'estat (vegeu l'espai d'estat per obtenir detalls sobre els sistemes MIMO) donades per
{\displaystyle {\dot {\mathbf {x} }}(t)=\mathbf {A} \mathbf {x} (t)+\mathbf {B} \mathbf {u} (t)}
{\displaystyle \mathbf {y} (t)=\mathbf {C} \mathbf {x} (t)+\mathbf {D} \mathbf {u} (t)}

### Matriu d'observabilitat
Si i només si el rang de columna de la matriu d'observabilitat, definit com
{\displaystyle {\mathcal {O}}={\begin{bmatrix}C\\CA\\CA^{2}\\\vdots \\CA^{n-1}\end{bmatrix}}}
és igual a {\displaystyle n}, aleshores el sistema és observable. La justificació d'aquesta prova és que si {\displaystyle n} les columnes són linealment independents, llavors cadascuna de les {\displaystyle n} Les variables d'estat es poden veure mitjançant combinacions lineals de les variables de sortida {\displaystyle y}.

## Sistemes lineals variables en el temps
Considereu el sistema de variants temporals lineals contínues
{\displaystyle {\dot {\mathbf {x} }}(t)=A(t)\mathbf {x} (t)+B(t)\mathbf {u} (t)\,}
{\displaystyle \mathbf {y} (t)=C(t)\mathbf {x} (t).\,}
Suposem que les matrius {\displaystyle A}, {\displaystyle B} i {\displaystyle C} es donen així com les entrades i sortides {\displaystyle u} i {\displaystyle y} per a tots {\displaystyle t\in [t_{0},t_{1}];} llavors és possible determinar {\displaystyle x(t_{0})} dins d'un vector constant additiu que es troba a l'espai nul de {\displaystyle M(t_{0},t_{1})} definit per
{\displaystyle M(t_{0},t_{1})=\int _{t_{0}}^{t_{1}}\varphi (t,t_{0})^{T}C(t)^{T}C(t)\varphi (t,t_{0})\,dt}
on {\displaystyle \varphi } és la matriu de transició d'estat.
És possible determinar un únic {\displaystyle x(t_{0})} si {\displaystyle M(t_{0},t_{1})} no és singular. De fet, no és possible distingir l'estat inicial per {\displaystyle x_{1}} de la de {\displaystyle x_{2}} si {\displaystyle x_{1}-x_{2}} està a l'espai nul de {\displaystyle M(t_{0},t_{1})}.
Tingueu en compte que la matriu {\displaystyle M} La definició anterior té les propietats següents:
- {\displaystyle M(t_{0},t_{1})} és simètric
- {\displaystyle M(t_{0},t_{1})} és semidefinit positiu per {\displaystyle t_{1}\geq t_{0}}
- {\displaystyle M(t_{0},t_{1})} satisfà l'equació diferencial de matriu lineal

{\displaystyle {\frac {d}{dt}}M(t,t_{1})=-A(t)^{T}M(t,t_{1})-M(t,t_{1})A(t)-C(t)^{T}C(t),\;M(t_{1},t_{1})=0}
- {\displaystyle M(t_{0},t_{1})} satisfà l'equació

{\displaystyle M(t_{0},t_{1})=M(t_{0},t)+\varphi (t,t_{0})^{T}M(t,t_{1})\varphi (t,t_{0})}

## Sistemes no lineals
Donat el sistema {\displaystyle {\dot {x}}=f(x)+\sum _{j=1}^{m}g_{j}(x)u_{j}}, {\displaystyle y_{i}=h_{i}(x),i\in p}. On {\displaystyle x\in \mathbb {R} ^{n}} el vector d'estat, {\displaystyle u\in \mathbb {R} ^{m}} el vector d'entrada i {\displaystyle y\in \mathbb {R} ^{p}} el vector de sortida. {\displaystyle f,g,h} han de ser camps vectorials suaus.
Definir l'espai d'observació {\displaystyle {\mathcal {O}}_{s}} per ser l'espai que conté totes les derivades de Lie repetides, llavors el sistema és observable en {\displaystyle x_{0}} si i només si {\displaystyle \dim(d{\mathcal {O}}_{s}(x_{0}))=n}, on
{\displaystyle d{\mathcal {O}}_{s}(x_{0})=\operatorname {span} (dh_{1}(x_{0}),\ldots ,dh_{p}(x_{0}),dL_{v_{i}}L_{v_{i-1}},\ldots ,L_{v_{1}}h_{j}(x_{0})),\ j\in p,k=1,2,\ldots .}
Els primers criteris d'observabilitat en sistemes dinàmics no lineals van ser descoberts per Griffith i Kumar, Kou, Elliot i Tarn, i Singh.
També existeix un criteri d'observabilitat per a sistemes no lineals variables en el temps.

## Sistemes estàtics i espais topològics generals
L'observabilitat també es pot caracteritzar per a sistemes en estat estacionari (sistemes normalment definits en termes d'equacions i desigualtats algebraiques), o, de manera més general, per a conjunts en {\displaystyle \mathbb {R} ^{n}}. De la mateixa manera que els criteris d'observabilitat s'utilitzen per predir el comportament dels filtres de Kalman o d'altres observadors en el cas del sistema dinàmic, els criteris d'observabilitat per a conjunts en {\displaystyle \mathbb {R} ^{n}} s'utilitzen per predir el comportament de la conciliació de dades i altres estimadors estàtics. En el cas no lineal, l'observabilitat es pot caracteritzar per a variables individuals, i també per al comportament de l'estimador local en lloc del comportament global.